# Integrovaný dopravní systém Olomouckého kraje
Integrovaný dopravní systém Olomouckého kraje (IDSOK) sdružuje dopravní systémy existující na území Olomouckého kraje, tedy v okresech Olomouc, Přerov, Prostějov, Jeseník a Šumperk. Do IDSOK jsou zahrnuty systémy městské hromadné dopravy ve městech Olomouc, Hranice, Lipník nad Bečvou,Prostějov, Přerov, Šumperk a Zábřeh.
Systém zahrnuje autobusovou a železniční dopravu, v Olomouci též tramvaje. Integrace spočívá v jednotném tarifu a smluvních přepravních podmínkách, jednotných jízdních dokladech s časovou a zónovou platností a jejich vzájemným uznáváním mezi dopravci. Koordinátorem systému je organizace KIDSOK (Koordinátor Integrovaného dopravního systému Olomouckého kraje, p. o.).
Na systému se podílejí dopravci Arriva Morava a. s. (do června 2013 Veolia Transport Morava a. s), Dopravní podnik města Olomouce a. s., ČSAD Frýdek - Místek (MHD Hranice), FTL a. s., České dráhy a. s. Autobusy Konečný s. r. o. a od 1.7.2010 také Autodoprava Studený s.r.o., Vojtila trans s.r.o. a Obec Ptení.

## Historie
Předchůdci IDSOK byly původní izolované menší integrované systémy:
- IDOS Olomoucka, zavedený 1. ledna 1997
- IDS Hranice, zavedený 28. ledna 2001
- IDS Šumperk, zavedený 28. ledna 2001
- IDS Zábřeh, zavedený 10. června 2001

Od roku 2003 přešly rozhodující kompetence z okresů na kraje, pod vedením kraje byla prováděna lokální integrace v dalších oblastech:
- IDS Prostějov, zaveden v lednu 2003
- IDSOK Šumpersko a Jesenicko, od 1. dubna 2003 zkušebně v severozápadní části Šumperska, od 1. července 2003 ve zbývající části Šumperska a v okrese Jeseník
- IDSOK Přerov, od července 2003
- IDSOK na Železnici Desná (trať 293, Veolia Transport Morava a. s.), od října 2003
- IDSOK Olomoucko, začleněn od 3. dubna 2004
- IDSOK Prostějovsko, začleněn od 1. května 2004
- IDSOK železniční dopravy Českých drah, od 1. ledna 2005 (tratě 291 až 296 v severní části kraje, o okresech Šumperk a Jeseník)

## Zóny podle okresů

### Okres Olomouc
V okrese Olomouc je 35 zón. Zóny nahradily dřívější pásma, na která byl členěn Integrovaný dopravní systém Olomoucka. Základem rozdělení na pásma bylo „nulové“ pásmo č. 71, pokrývající víceméně území města Olomouce a některých přilehlých obcí. Celé toto pásmo bylo obklopeno pásmem číslo 1, dále vnějším pásmem číslo 2, atd. Systém IDOS byl v roce 2004 včleněn do systému IDSOK. Ten je nyní rozčleněn na zóny, tj. už není pravidlem, že by některé větší sídlo bylo obklopeno „kruhovitými“ pásmy, která ho zcela obklopují. Každá zóna sousedí s několika dalšími zónami (viz dále sekce „Tarifikace“ - bude upřesněno).
Pro náhled zón viz mapa na webu Dopravního podniku města Olomouce (DPMO).
Následující tabulka podává přehled zón na území okresu Olomouc. Protože se území zón nepřekrývá přesně s administrativními hranicemi okresů, některé z nich patří do dvou nebo tří okresů zároveň, v některých případech zasahujících i na území jiného kraje.
Odkazy u místních názvů nevedou ke stránce s popisem dotyčné zóny, ale k té, která popisuje dotyčnou obec či město.
| číslo zóny | název zóny             | poznámka |
| ---------- | ---------------------- | --- |
| 63         | Potštát                | většina této zóny se nachází v okrese Přerov                                                                           |
| 70         | Krčmaň                 | |
| 71         | Olomouc                | |
| 72         | Náklo                  | |
| 73         | Štěpánov               | |
| 74         | Dolany                 | |
| 75         | Velká Bystřice         | |
| 76         | Velký Týnec            | |
| 77         | Charváty               | menší část této zóny se nachází v okrese Prostějov                                                                     |
| 78         | Hněvotín               | |
| 79         | Lutín                  | menší část této zóny se nachází v okrese Prostějov                                                                     |
| 80         | Dub nad Moravou        | menší část této zóny se nachází v okrese Prostějov                                                                     |
| 81         | Litovel                | |
| 82         | Uničov                 | |
| 83         | Dlouhá Loučka          | |
| 84         | Troubelice             | |
| 85         | Mladeč                 | |
| 86         | Bouzov                 | menší část této zóny patří do okresu Svitavy Pardubického kraje                                                        |
| 87         | Pňovice                | |
| 88         | Senice na Hané         | |
| 89         | Slavětín               | |
| 90         | Velký Újezd            | menší část této zóny se nachází v okrese Přerov                                                                        |
| 97         | Náměšť na Hané         | |
| 99         | Tršice                 | menší část této zóny se nachází v okrese Přerov                                                                        |
| 101        | Šternberk              | |
| 102        | Domašov u Šternberka   | |
| 103        | Horní Loděnice         | |
| 104        | Domašov nad Bystřicí   | |
| 105        | vojenský újezd Libavá  | |
| 106        | Kozlov                 | menší část této zóny se nachází v okrese Přerov                                                                        |
| 107        | Moravský Beroun        | |
| 108        | Dětřichov nad Bystřicí | |
| 109        | Norberčany             | |
| 115        | Hvozd                  | (většina této zóny se nachází v okrese Prostějov)                                                                      |
| 141        | Spálov                 | Tato zóna je velikou zvláštností: leží celá mimo území Olomouckého kraje, v okrese Nový Jičín Moravskoslezského kraje. |

### Okres Prostějov
Následující tabulka neuvádí všechny zóny okresu Prostějov, v nejbližší době budou doplněny všechny.
Protože se území zón nepřekrývá přesně s administrativními hranicemi okresů, některé z nich patří do dvou nebo tří okresů zároveň, v některých případech zasahujících i na území jiného kraje.
Odkazy u místních názvů nevedou ke stránce s popisem dotyčné zóny, ale k té, která popisuje dotyčnou obec či město.
| číslo zóny | název zóny       | poznámka                                                      |
| ---------- | ---------------- | ------------------------------------------------------------- |
| 41         | Prostějov        |                                                               |
| 42         | Plumlov          |                                                               |
| 43         | Určice           |                                                               |
| 44         | Kostelec na Hané |                                                               |
| 46         | Bedihošť         |                                                               |
| 48         | ...              |                                                               |
| 52         | ...              |                                                               |
| 77         | Charváty         | většina tohoto pásma se nachází na území okresu Olomouc       |
| 79         | Lutín            | většina tohoto pásma se nachází na území okresu Olomouc       |
| 80         | Dub nad Moravou  | většina tohoto pásma se nachází na území okresu Olomouc       |
| 111        | Konice           |                                                               |
| 112        | Brodek u Konice  |                                                               |
| 113        | Protivanov       |                                                               |
| 114        | Kladky           |                                                               |
| 115        | Hvozd            | malá část tohoto pásma se nachází na území okresu Olomouc     |
| 116        | Pěnčín           | drobný zlomek tohoto pásma se nachází na území okresu Olomouc |
| 117        | Ptení            |                                                               |
| 118        | Drahany          |                                                               |

### Okres Přerov
Následující tabulka neuvádí všechny zóny okresu Přerov, v nejbližší době budou doplněny všechny.
Protože se území zón nepřekrývá přesně s administrativními hranicemi okresů, některé z nich patří do dvou nebo tří okresů zároveň, v některých případech zasahujících i na území jiného kraje.
Odkazy u místních názvů nevedou ke stránce s popisem dotyčné zóny, ale k té, která popisuje dotyčnou obec či město.
| číslo zóny | název zóny          | poznámka                                                |
| ---------- | ------------------- | ------------------------------------------------------- |
| 50         | Dolní Újezd         |                                                         |
| 51         | Přerov              |                                                         |
| 52         | ...                 |                                                         |
| 53         | Brodek u Přerova    |                                                         |
| 54         | Osek nad Bečvou     |                                                         |
| 55         | Pavlovice u Přerova |                                                         |
| 59         | Lhota               |                                                         |
| 60         | Soběchleby          |                                                         |
| 61         | Hranice             |                                                         |
| 62         | Milenov             |                                                         |
| 63         | Potštát             | menší část této zóny zasahuje na území okresu Olomouc   |
| 64         | Střítež nad Ludinou |                                                         |
| 65         | Bělotín             |                                                         |
| 67         | Všechovice          |                                                         |
| 68         | Opatovice           |                                                         |
| 69         | Lipník nad Bečvou   |                                                         |
| 99         | Tršice              | větší část této zóny se nachází na území okresu Olomouc |
| 106        | Kozlov              | větší část této zóny se nachází na území okresu Olomouc |